# منجوشری
منجوشری (سانسکریت: मञ्जुश्री، آوانگاری: Mañjuśrī) یک بوداسف (فردی که در مسیر بیداری معنوی است) در آیین بودایی مهایانه است که نماد خرد متعالی (پراجنا) بوداهاست.
منجوشری یکی از مهم‌ترین چهره‌های آیین بودایی مهایانه است و در آیین بودایی باطنی به عنوان «ایزد مراقبه» مورد پرستش قرار می‌گیرد. تالارهای مراقبه (درون‌پژوهی)، کتابخانه‌ها و اتاق‌های مطالعه صومعه‌های بودایی اغلب با تصاویری از منجوشری تزئین شده‌اند. منجوشری یک بوداسف مشهور است که در بودیسم چینی، باطنی و تبتی بسیار مورد احترام است.
منجوشری به عنوان قدیمی‌ترین و مهم‌ترین بوداسف در ادبیات مهایانه شناخته می‌شود. در آیین بودایی، به کسانی که در راه رسیدن به حالت بودا شدن، که حالت رنج‌گریزی یا «بیدار شدن» معنوی است، بوداسَف می‌گویند. بوداسف‌ها، بیداری‌کوشندگانی هستند که به درجات بالای نزدیک‌شدن به حالت بوداشدگی رسیده‌اند. این بیداری‌کوشندگان سپس بیداری‌یافته می‌شوند.
منجوشری برای اولین بار در متون اولیه مهایانه مانند سوره‌های فراسوی فرزانگی (پراجناپارمیتا) ذکر شده است و از طریق این ارتباط، در همان اوایل به نمادی از تجسم پراجنا (خرد متعالی) تبدیل شد. در سوره نیلوفر آبی، سرزمین پاک ویمالا به او اختصاص داده شده است که طبق سوره آواتامساکا در شرق واقع شده است. پیش‌بینی می‌شود که سرزمین پاک او یکی از دو بهترین سرزمین پاک در تمام هستی در گذشته، حال و آینده باشد. هنگامی که او به بودایی برسد، نام او «بینش جهانی» خواهد بود. در سورهٔ (سوترای) نیلوفر آبی، منجوشری همچنین دختر ناگاراجا (پادشاه ناگاها) را به سوی بیداری معنوی هدایت می‌کند. او همچنین در سوره ویمالاکیری در مناظره‌ای با ویمالاکیری در مورد عدم دوگانه‌باوری شرکت می‌کند.
آموزه‌های منجوشری بر خرد و حکمت تأکید دارند. او به پیروان خود می‌آموزد که با درک تهی بودن پنج تمایل‌پرور (اسکنده)، می‌توانند به «سامادی یک کنش» دست یابند، که حالتی از آگاهی خالص و رهایی از رنج است.

## نام و پیشینه
نام او به معنای «زیبایی با شکوه» یا «زیبایی با سعادت» است و گاهی با نام کامل‌تر «منجوشری کومارابوتا» به معنی «منجوشری، همچنان جوان» یا به‌طور غیر تحت‌الفظی، «شاهزاده منجوشری» نیز شناخته می‌شود. او را با نام‌های دیگری مانند «صدای شیرین» و «خدای سخن» نیز می‌شناسند. در چین به او ون شو شی لی، در ژاپن مونجو و در تبت جام دپال می‌گویند.
منجوشری به عنوان یک بوداسف مذکر با دست راست خود که شمشیر شعله‌ور را در دست دارد، نشان داده می‌شود. این شمشیر نماد تیزی خرد است و دست چپ او یک گل نیلوفر آبی زیبا را در شکوفایی کامل در دست دارد. اعتقاد بر این است که شمشیر تیز (وَجره)، جهل و سردرگمی‌های ذهنی را از بین می‌برد و گل نیلوفر نیز نماد سوترای پراجناپارمیتا (سوره‌ی خرد بزرگ یا فراسوی فرزانگی) و حاوی جوهره خرد بزرگ بودا است.
اگرچه کتاب‌های مقدس بودایی در مورد او حداقل از سال ۲۵۰ میلادی نوشته شده‌اند، اما به نظر می‌رسد که تصویر او در هنر بودایی تا قبل از سال ۴۰۰ میلادی وجود نداشته است. او معمولاً با زیورآلات شاهزاده‌ای نشان داده می‌شود، در حالی که در یک دست شمشیر خرد را برای از بین بردن نادانی بالا می‌برد و در دست دیگر یک نسخه خطی از سوره‌های فراسوی فرزانگی (یکی از متون مقدس بودایی) را نگه می‌دارد. گاهی اوقات او را در حال نشستن بر روی یک شیر یا یک نیلوفر آبی تصویر می‌کنند و در نقاشی‌ها، پوست او معمولاً به رنگ زرد است.
آیین پرستش منجوشری در قرن هشتم در چین بسیار رواج یافت و کوه ووتای در استان شانشی که به او اختصاص داده شده، پر از معابد اوست. اگرچه او معمولاً یک بوداسف آسمانی در نظر گرفته می‌شود، اما برخی روایات او را دارای تاریخ انسانی می‌دانند. گفته می‌شود که او به شکل‌های مختلفی مانند یک زائر در کوه مقدس خود، به عنوان تجسم راهب ویروکانا که بوداگرایی را به ختن معرفی کرد، به عنوان اصلاح‌طلب تبتی، آتیشا، و حتی به عنوان امپراتور چین ظاهر شده است.
در بودیسم چینی، منجوشری به عنوان یکی از چهار بوداسف بزرگ مورد احترام است و با بوداسف سامانتابهادرا همراه است. سه بوداسف بزرگ دیگر عبارتند از اولوکیتشوره، کشیتی‌گَربَه و سمنته‌بدره. در بودیسم تبتی، منجوشری در کنار اولوکیتشوره و وجره‌پانی، به عنوان سه بودیساتوای بزرگ مورد پرستش قرار می‌گیرد.